# Viktor Dmitrijevics Kolupajev
Viktor Dmitrijevics Kolupajev, Виктор Дмитриевич Колупаев (Aldan, 1936. szeptember 19. – Tomszk, 2001. június 4.) orosz tudományos-fantasztikus író.

## Élete
Szülei bányamunkások voltak. 1954-ben érettségizett Krasznojarszkban, majd Tomszkban szerzett rádiómérnöki diplomát 1961-ben. Ezután 1982-ig egy speciális tervezőirodában dolgozott. Részt vett a delfinek katonai célú felhasználására vonatkozó kutatásokban. 1966-ban a Молодой ленинец című tomszki lapban jelent meg első, Неудачная экспедиция című tudományos-fantasztikus elbeszélése.  
Az országos sajtóban megjelent első műve a Билет в детство című novella volt a Вокруг света című magazinban 1969-ben. Első önálló kötete 1972-ben jelent meg Случится же с человеком такое!... címmel. 1976-ban lett a Szovjetunió Írószövetsége tagja. 1988-ban Весна света című kötetéért Aelita-díjat kapott. A peresztrojka kezdetén részt vett a zöld mozgalomban. Akut szívelégtelenségben hunyt el. 2001-ben Малая Урания (Kis Uránia) díjat kapott. 
Kolupajev elbeszéléseinek többsége a lírai fantasztikum körébe sorolható, amely ritkán fordult elő az 1970-es és 1980-as évek szovjet sci-fi-jében (amerikai párhuzamának Ray Bradbury munkássága tekinthető). Munkáiban az ember tesz kíséretet arra, hogy felismerje helyét a térben és az időben. Газетный киоск (1971) című novellája hőse lehetőséget kap arra, hogy saját közeljövőjébe tekintsen; a jövő emberei a Какие смешные деревья (1977) című elbeszélésben izgalmas űrkiránduláson vesznek részt gyermekeikkel, hogy saját bőrükön tapasztalják meg a távoli múlt valódi háborúját.  
Защита (1977) című elbeszélésnek hőse lehetőséget kap arra, hogy saját lelkiismeretével beszéljen telefonon. Ritkábban (s egyes kritikusok szerint kisebb sikerrel) a "kemény" sci-fi hagyományosabb témái és motívumai lelhetőek fel munkáiban. Качели Отшельника (1972) és Фирменный поезд "Фомич" történetei a téridő rejtélyeivel és paradoxonaival foglalkozik. "Толстяк" над миром (1980) című munkája egy egyszerű invázió leírásával kezdődik, de egy példázattá alakul egy bolygóról, amely a maga módján áll ellen az agressziónak: minden újabb próbálkozásukkal egyre mélyebbre vetődnek a múltba a támadók. 
Élete utolsó éveiben a Безвременье. Времена. Вечность. című trilógián dolgozott. Az első kötet (Безвременье) 2001-ben jelent meg. A második kötet a krasznojarszki День и ночь című lapban jelent meg 2001-ben Сократ Сибирских Афин címmel. A tér és az idő filozófiai problémái iránt érdeklődő Kolupajev az 1970-es évektől a Пространство и Время. (Физический аспект) című művén dolgozott, ennek rövid összefoglalása jelent meg 1994-ben Tomszkban Пространство и время для фантаста címmel.
Kolupajev műveit lefordították angol, bolgár, magyar, grúz, kínai, koreai, mongol, német, lengyel, szerbhorvát, szlovák, francia, cseh, svéd és japán nyelvre is.

## Magyarul megjelent művei
- Utazás a gyermekkorba (novella, Univerzum 1975/10-11.)[2]
- A legeslegnagyobb ház (novella, Univerzum 1979/10)[3]
- Vágy a Föld után (novella, Galaktika 39., 1980)
- Az író gép (novella, Galaktika 39., 1980)
- Tollobogó a világ felett (novella, Galaktika 50., 1983)
- Táborkert (novella, Metagalaktika 4., 1983)
- Az én városom (novella, Galaktika 79., 1987)
- Milyen nevetséges fák (novella, Galaktika 79., 1987)
- Szeptember (novella, Galaktika 80., 1987)
- Randevúra sietek (novella, Galaktika 83., 1987)
- A zongorahangoló (novella, Galaktika 102., 1989)
- A város aszfaltján… (novella, Galaktika 279., 2013)
- Az újságosbódé (novella, Ház kísértettel című antológia, WORLD SF Magyar Tagozata, Budapest, 1988, ISBN 9630189402)

## Fordítás
- Ez a szócikk részben vagy egészben  a(z)   Колупаев, Виктор Дмитриевич című orosz Wikipédia-szócikk ezen változatának fordításán alapul.  Az eredeti cikk szerkesztőit annak laptörténete sorolja fel. Ez a jelzés csupán a megfogalmazás eredetét és a szerzői jogokat jelzi, nem szolgál a cikkben szereplő információk forrásmegjelöléseként.